# Hästtjärnen (Malå socken, Lappland)
Hästtjärnen är en sjö i Malå kommun i Lappland och ingår i Skellefteälvens huvudavrinningsområde.